# Caucasopisthes
Caucasopisthes là một chi nhện trong họ Linyphiidae.